# Stazione di San Pietro in Casale
La stazione di San Pietro in Casale è una stazione ferroviaria posta sulla linea Padova-Bologna. Serve il centro abitato di San Pietro in Casale e grazie ad un efficiente servizio di bus serve la vicina area urbana del CentoPievese. 

## Movimento
La stazione è servita da treni regionali svolti da Trenitalia Tper nell'ambito del contratto di servizio stipulato con la Regione Emilia-Romagna.
La stazione è servita dai treni della linea S4A (Bologna Centrale - Ferrara) del servizio ferroviario metropolitano di Bologna.
Al 2007, l'impianto risultava frequentato da un traffico giornaliero medio di circa 1200 persone.
A novembre 2019, la stazione risultava frequentata da un traffico giornaliero medio di circa 3618 persone (1735 saliti + 1884 discesi).

## Servizi
- Biglietteria automatica
- Servizi igienici
- Sala d'attesa